# Aureliano Linares Rivas
Aureliano Linares Rivas (Santiago de Compostel·la, 1 de juny de 1841 - Madrid, 31 de març de 1903), polític i periodista espanyol, fill de l'escultor i advocat José Linares De la Peña i de María Rivas y Rivas, germà de Maximiliano Linares Rivas, qui també va fer política a La Corunya, i pare del comediògraf Manuel Linares Rivas

## Biografia
Polític espanyol, va ser ministre de Gracia i Justícia durant el regnat d'Alfons XII i de Foment durant la regència de Maria Cristina d'Habsburg-Lorena.
Llicenciat en 1864 en Dret per la Universitat de Santiago de Compostel·la, va iniciar la seva carrera política com a diputat per La Corunya en les eleccions de 1872. Amb la proclamació de la Primera República Espanyola s'aparta de la política hi no hi va retornar fins a la restauració monàrquica obtenint novament un escó per La Corunya a les eleccions de 1876 que repetirà en els successius processos electorals fins al de 1899 passant el 1901 a ser nomenat senador per "Dret Propi".
Va ser ministre de Gracia i Justícia entre el 31 d'octubre de 1883 i el 18 de gener de 1884 al govern que va presidir José de Posada Herrera. Així mateix va ser Ministre de Foment entre el 23 de novembre de 1891 i l'11 de febrer de 1892 i entre el 14 de desembre de 1895 i el 4 d'octubre de 1897 a sengles governs presidits per Antonio Cánovas del Castillo.
President del Consell d'Estat és autor de l'obra La primera Cámara de la Restauración. Retratos y semblanzas (1878).
Es va casar amb Adela Astray-Caneda y Álvarez-Builla, aristòcrata gallega. Va tenir dos fills, el comediògraf i famós escriptor teatral Manuel i Emilio Linares-Rivas, el darrer delegat d'Hisenda, tots dos també advocats.